# 新潟市新津金屋運動広場野球場
新潟市新津金屋運動広場野球場（にいがたし にいつかなやうんどうひろば やきゅうじょう）は、新潟県新潟市秋葉区金屋にある野球場。新潟市が運営管理を行っている。

## 概要・歴史
1990年代、新津市（当時）東郊の阿賀野川左岸側の金屋集落南側で市と新潟県、雇用促進事業団（現雇用・能力開発機構）によって運動公園の整備が進められ、市が野球場を、事業団が多目的グラウンドをそれぞれ建設し、1993年に竣工。市側の施設を「新津市金屋運動広場」、事業団側による施設を「サン・スポーツランド新津」と称して供用を開始し、運営管理は市に委託された。野球場を整備したのは、当時新津中心部に所在した新津市営野球場（のちの新潟市新津野球場。1963年竣工）が老朽化し、加えて周辺の宅地化などによって硬式野球での使用が困難となったことが背景にある。
2001年に照明設備を追加設置するなど改修を受けた。その後施設は市に譲渡され、2005年3月21日、新津市が新潟市へ編入合併した際に現名称に改称し、野球場・多目的グラウンドはいずれも「新津金屋運動広場」を冠する名称に統一化された。
開場以来、高校野球や社会人野球の練習試合などが行われている他、2007年には、当時新潟市東区に練習拠点を置いていた北信越ベースボール・チャレンジ・リーグ（現ベースボール・チャレンジ・リーグ）の新潟アルビレックス・ベースボール・クラブが練習などに使用していた。ただし収容能力が小さい上、交通の便が良くないため、公式戦はほとんど開催されていない。
なお、老朽化が進行していた新津野球場は2010年10月31日をもって一般供用を終了し、11月30日をもって廃止となった。撤去後の跡地はホール施設「新潟市秋葉区文化会館」となった。

## 施設概要
- グラウンド面積： - m2
- 両翼：97.6m、中堅：122m
- 照明設備：照明塔6基
- 収容人数：1,100人
  - メインスタンド：鉄筋コンクリート造
- スコアボード：パネル式、磁気反転式（表示はイニングスコアのみ、合計得点部のみ磁気反転式）

## 交通
- JR新津駅東口よりさくら交通「下新線」[1]で「新郷屋」バス停下車後徒歩約5分
- 新津駅東口よりタクシー約10分
- 磐越自動車道 新津インターチェンジから新潟県道17号新潟村松三川線経由で約10分

## 運動広場内のその他の施設
- 新潟市新津金屋運動広場多目的グラウンド